# Colegiata de Santa María la Mayor (Toro)
Die Kollegiatkirche Colegiata de Santa María la Mayor in der Kleinstadt Toro in der Autonomen Gemeinschaft Kastilien-León gehört zu den bedeutendsten Bauten der Romanik und der Gotik in Spanien.

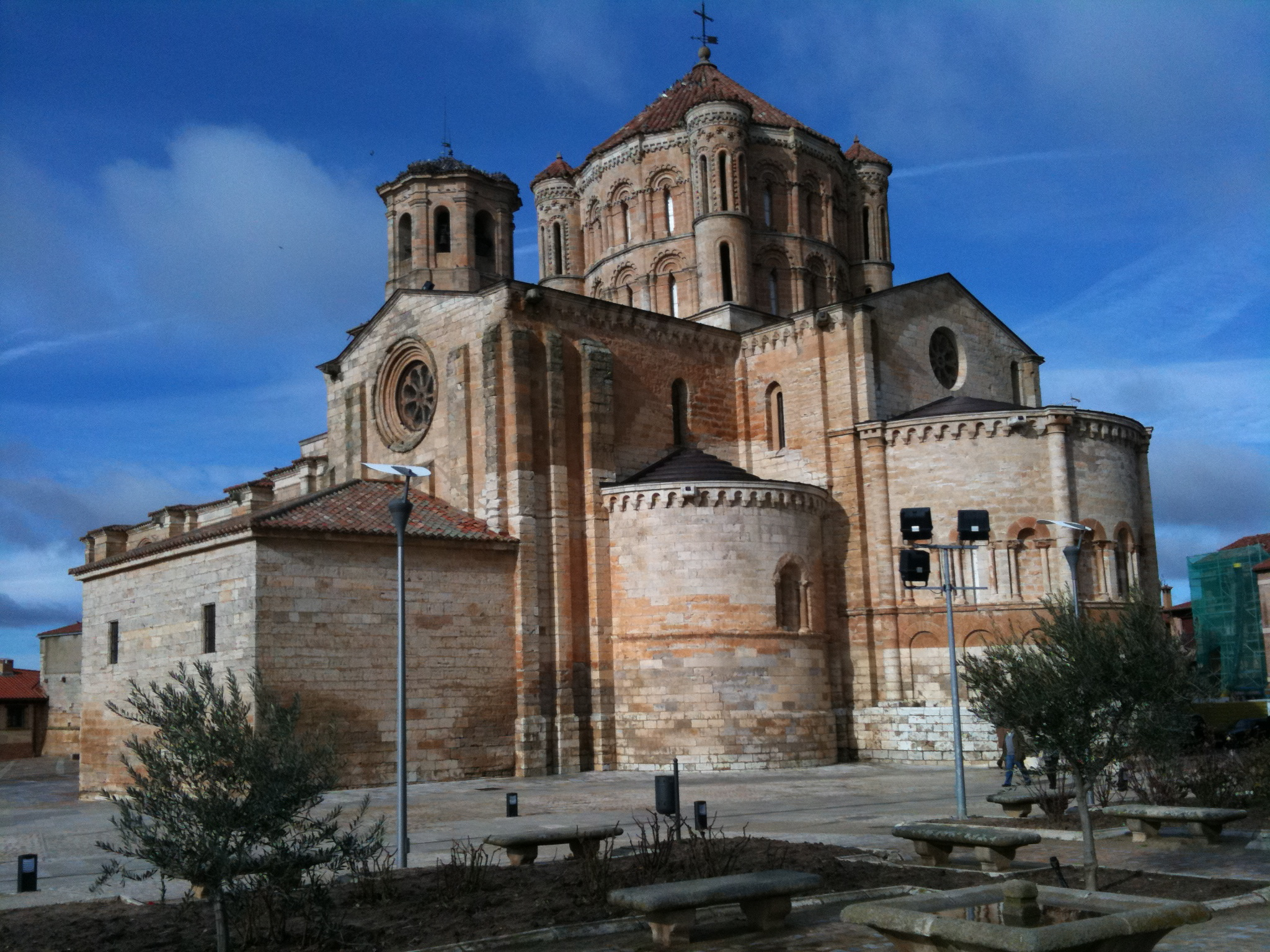
Kollegiatkirche von Toro

## Lage
Die Kollegiatkirche liegt auf einer Anhöhe über dem Fluss Duero am Südrand des Städtchens Toro in einer Höhe von ca. 720 m.

## Geschichte
Mit dem Bau der Stiftskirche wurde um das Jahr 1160, d. h. in der Zeit Ferdinands II. von León in den Stilformen der leonesischen Romanik (vgl. die alten Kathedralen von Zamora, Salamanca und Plasencia) begonnen; die Bauarbeiten des Westteils zogen sich jedoch bis ins Jahr 1240 hin und endeten in den Stilformen der Gotik. Es wird vermutet, dass das gotische Westportal erst vom Ende des 13. Jahrhunderts stammt. Der Kirchenbau, vor allem der Vierungsturm, ist in der Vergangenheit wiederholt stabilisiert und restauriert worden.

## Architektur

### Äußeres
Die Kirche ist ein dreischiffiger Bau mit Querhaus und drei Apsiden, die – abhängig von ihrer Bedeutung – unterschiedlich gestaltet sind: Die mittlere Apsis ist durch Säulenvorlagen und zwei übereinanderliegende Kränze von Blendfenstern besonders betont; die seitlichen Apsiden sind – bis auf jeweils ein eingestelltes Fenster mit Säuleneinfassung und einem horizontalen Gesims – ungegliedert. Alle drei Apsiden enden in Konsolenfriesen unterhalb der Dachtraufe. Auf beiden Seiten des Querhauses sowie oberhalb der Mittelapsis finden sich spätromanische Radfenster.

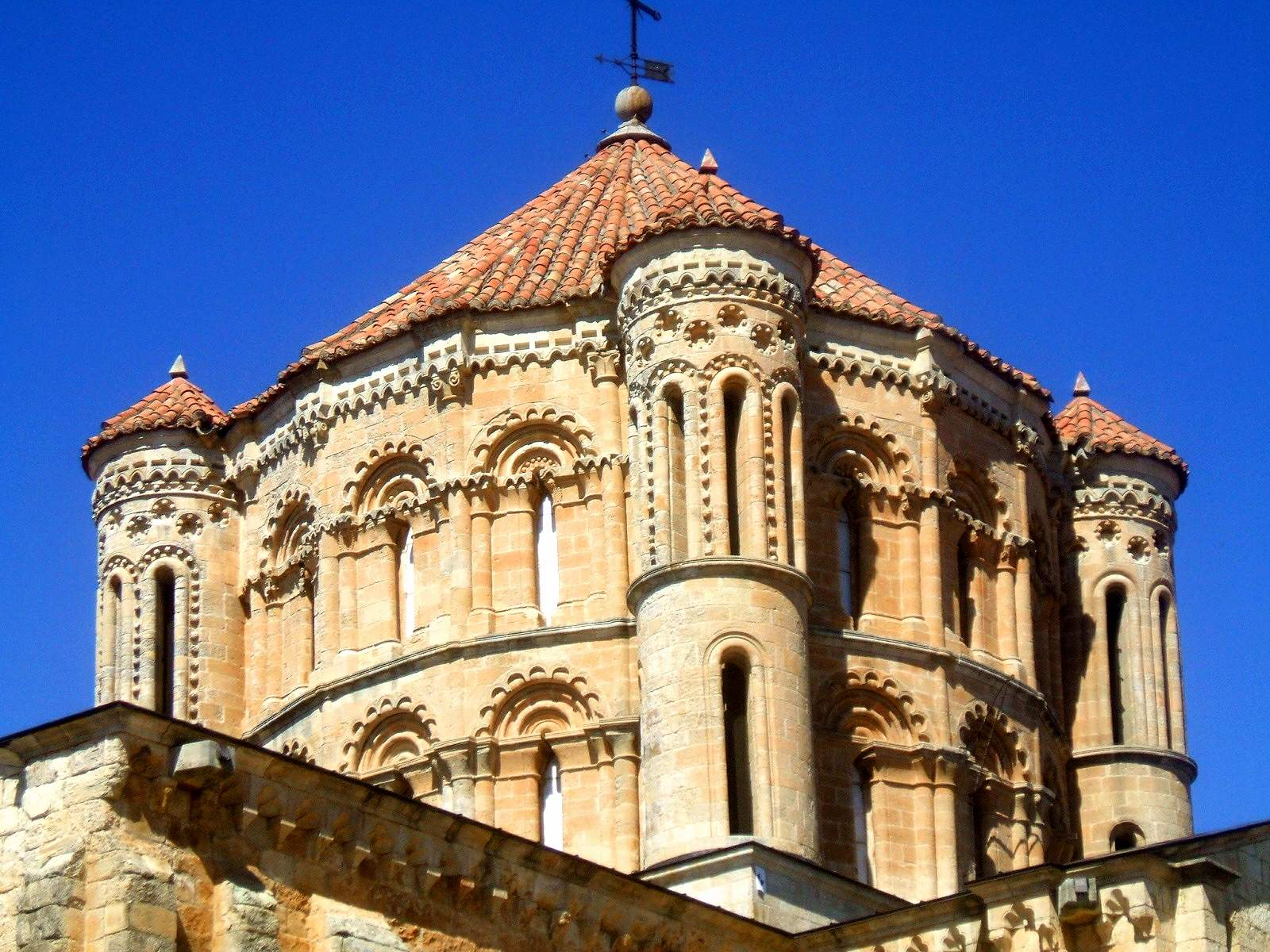
Vierungsturm

### Vierungsturm
Architektonischer Höhepunkt des romanischen Kirchenbaues ist zweifellos der im Äußeren wie im Innern zweigeschossige Vierungsturm (cimborrio) mit seinem sechzehnseitigen Grundriss, wobei allerdings vier Seiten durch runde Ecktürmchen, die sowohl der Bauzier als auch der statischen Stabilisierung dienen, besonders hervorgehoben sind. Während die Ecktürme im unteren Teil kaum Baudekor aufweisen, sind die beiden Ebenen des Zentralturms mit ihren – von kleinen Säulchen begleiteten und in orientalisch anmutenden Vielpassbögen endenden – Fenstern vollkommen gleich gestaltet.
Vergleichbare Konstruktionen finden sich nur noch an den alten Kathedralen von Salamanca und Plasencia sowie an der Kathedrale von Zamora.
Grundriss der Colegiata
1. Nordportal
2. Schwangere Maria
3. Engel Gabriel
4. Jakobus d. Ä.
5. Evangelist Johannes

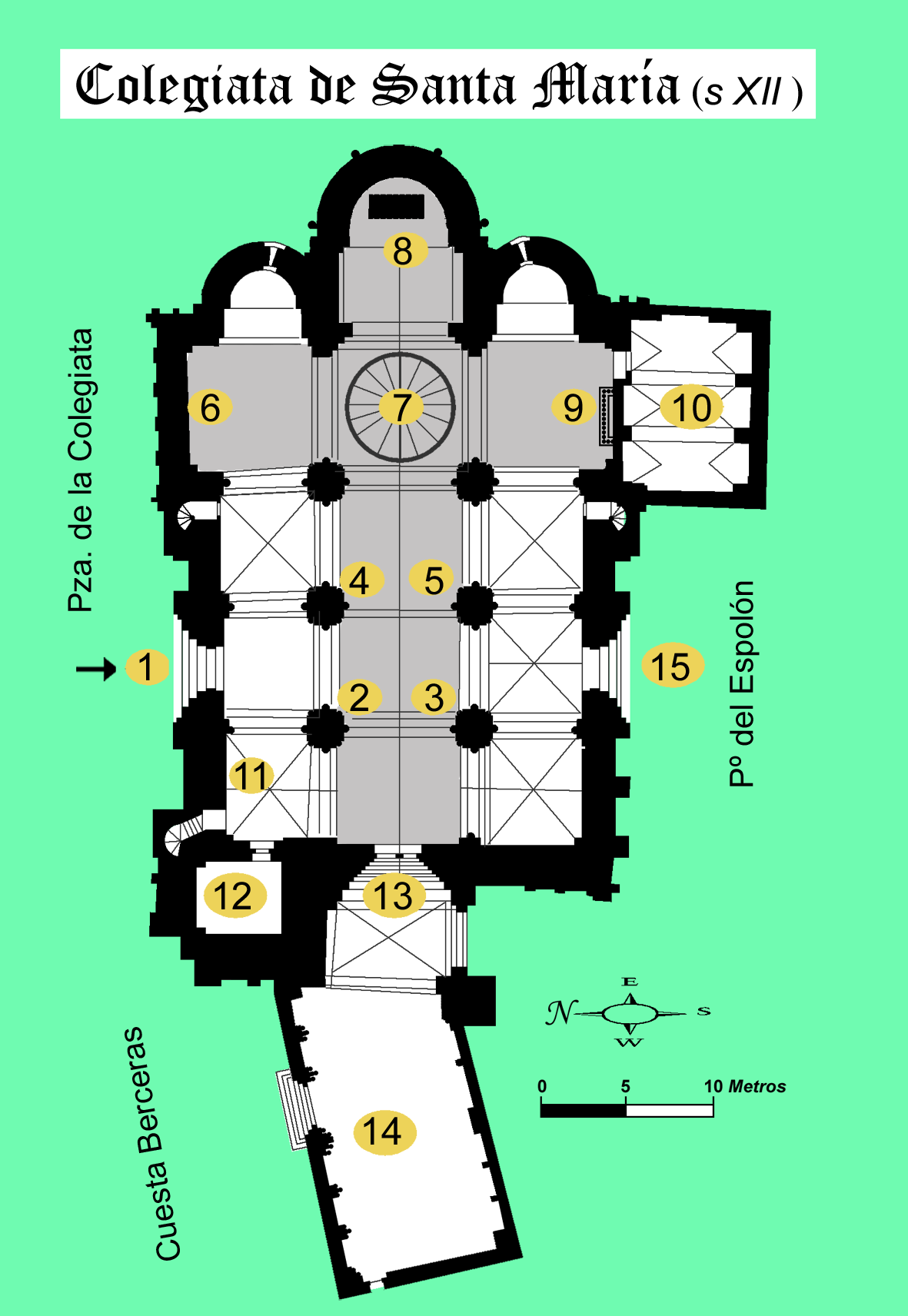
Grundriss der Colegiata de Santa María

6. Nordquerhaus und Retabel zu Juan de Ávila
7. Vierung
8. Hauptapsis und Himmelfahrtsretabel
9. Südquerhaus
10. Sakristei und Museum
11. Maßwerk-Blendfenster
12. Turm
13. Westportal
14. Thomaskapelle
15. Südportal

### Westturm
Der Turm in der Nordwestecke des Bauwerks hat in seinem unteren Teil einen quadratischen Grundriss, der sich weiter oben zu einer achteckigen Glockenstube entwickelt. Er ist auf allen Seiten durch Strebepfeiler stabilisiert.

### Nordportal
Der innere Bogen des tympanonlosen Nordportals zeigt einen Vielpassbogen. In der nächsten Archivolte finden sich Engel mit ausgebreiteten Flügeln, die auf die Mittelperson (Gott/Christus) hin orientiert sind. Der äußere Archivoltenbogen präsentiert die 24 Ältesten der Apokalypse (Offb 4,4–5 ) mit Musikinstrumenten; in der Mitte zeigt sich ein bärtiger Gottvater begleitet von zwei Fürbittenden (Maria und Johannes).

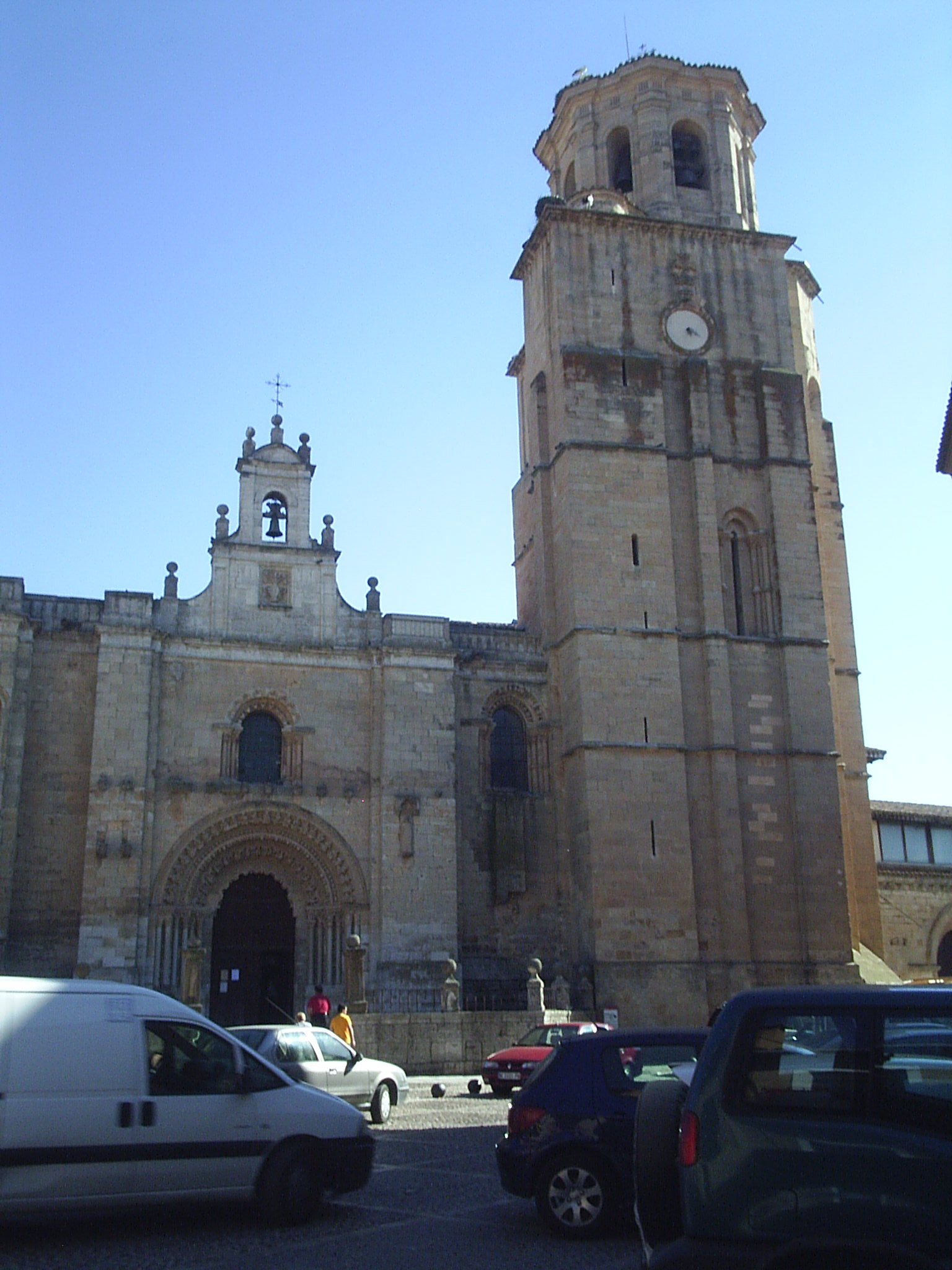
Turm und Romanisches Nordportal
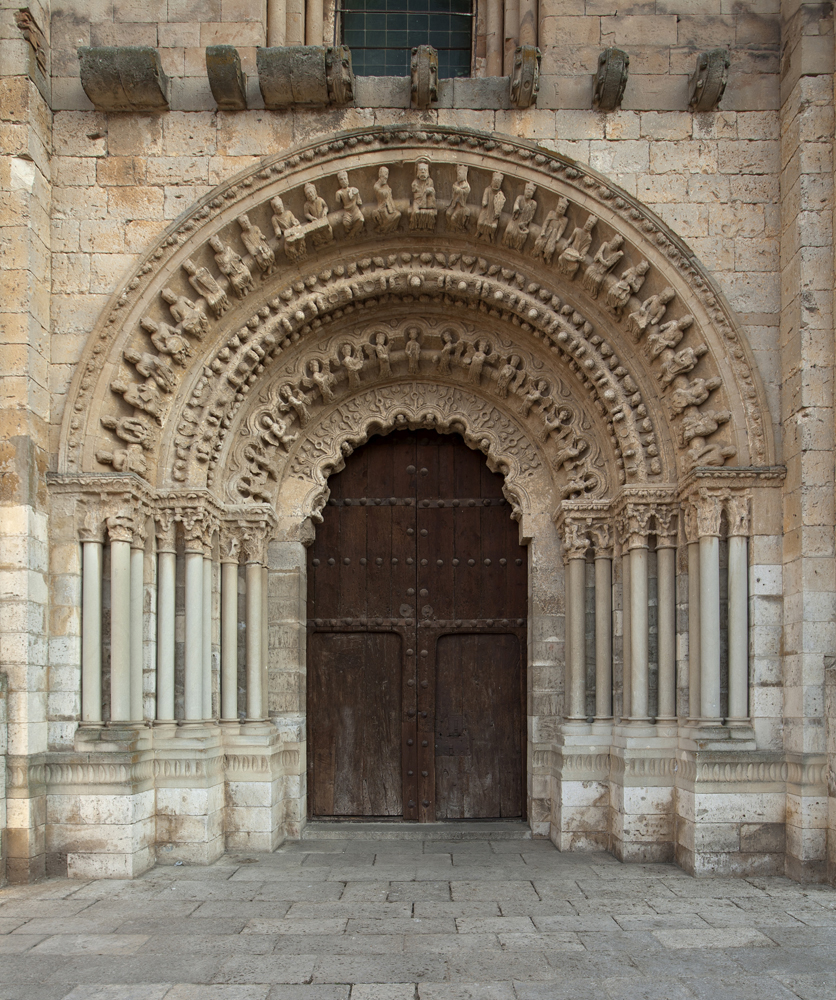
Romanisches Nordportal
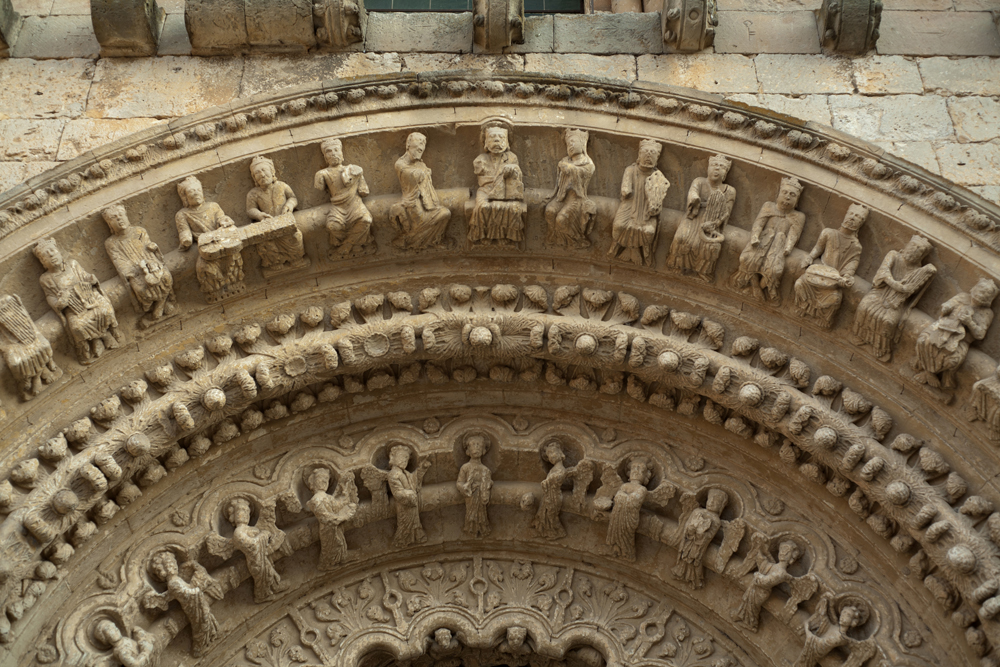
Romanisches Nordportal (Detail)
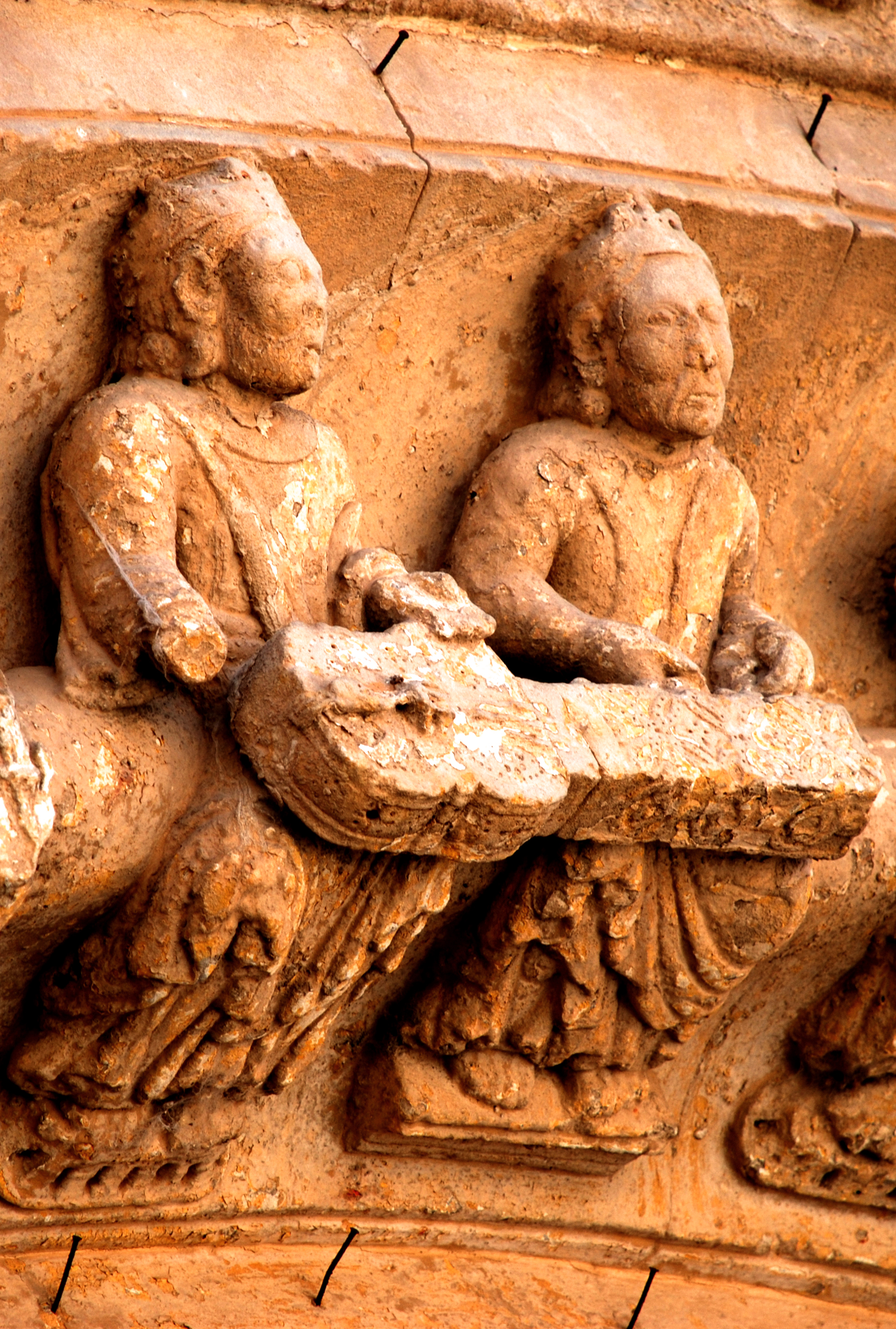
Zwei Älteste mit einem Psalterion

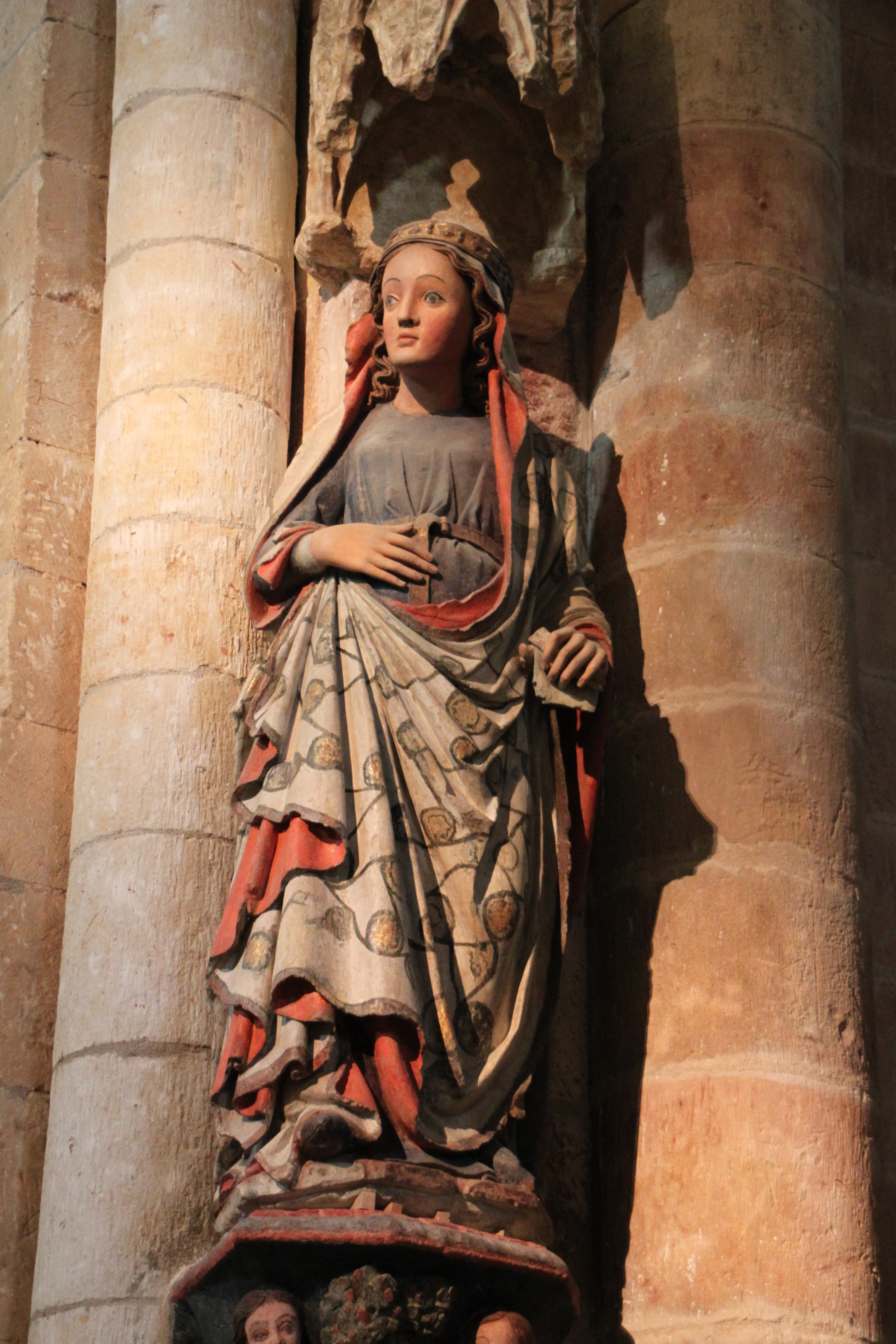
Schwangere(?) Maria

### Inneres

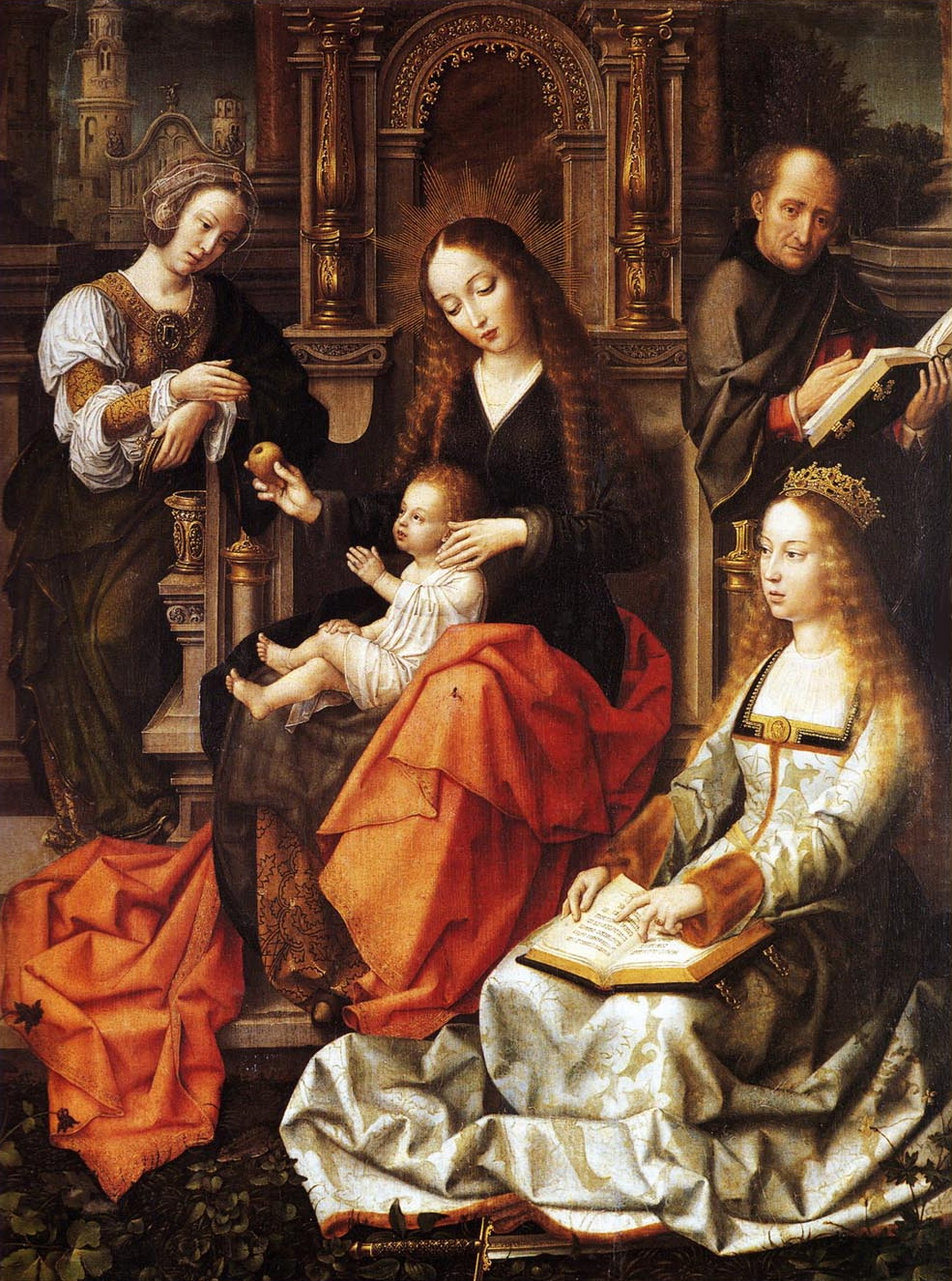
„Madonna mit der Fliege“

Am ersten Pfeiler des dreischiffigen Langhauses ist die schöngewandete und sehr weiblich wirkende Figur einer gegürteten (schwangeren?) Maria zu sehen, die halb neugierig, halb überrascht zu der Figur am gegenüberliegenden Pfeiler hinüberschaut, die unschwer als der Erzengel Gabriel zu identifizieren ist – beide Figuren ergeben zusammen eine Verkündigungsgruppe. Die beiden folgenden Pfeiler tragen Statuen von Jakobus d. Ä. (Santiago) und dem Evangelisten Johannes. Der Vierungsbereich mit seiner doppelgeschossigen, auf Pendentifs ruhenden, sechzehnteiligen Rippenkuppel gehört zu den außergewöhnlichsten Leistungen der europäischen Romanik. Durch insgesamt 24 Fenster – acht weitere sind durch die äußeren Ecktürmchen verdeckt – fällt von allen Seiten Licht hinein, so dass das nahezu fensterlose Kirchenschiff von oben, d. h. durch „Himmliches Licht“ belichtet wird. Derartige durchfensterte Vierungstürme werden auch als Laternentürme (cimborrios) bezeichnet.

### Ausstattung
Zur Ausstattung gehören zwei Altarretabel – eines aus Holz in der Hauptapsis und eines, das Juan de Ávila, dem im Jahre 1970 heiliggesprochenen „Apostel Andalusiens“, gewidmet ist, im nördlichen Querschiff. Schmuckstücke des Sakristeimuseums sind eine Kreuzigungsgruppe aus Elfenbein mit Applikationen aus Schildpatt aus dem 17. Jahrhundert und ein flämisches Tafelbild, das als „Madonna mit der Fliege“ (Virgen de la Mosca) bezeichnet wird – in Wirklichkeit handelt es sich jedoch um eine Darstellung der Heiligen Familie oder einer Sacra Conversazione mit der – als Dienerin im Hintergrund stehenden – Maria Magdalena und der Hl. Katharina von Alexandrien, bei der es sich sehr wahrscheinlich – sie sitzt wie unbeteiligt vor der eigentlichen Szenerie – um ein verstecktes (posthumes?) Porträt der im Jahre 1504 verstorbenen Königin Isabella von Kastilien handelt. Nachdem das Bild lange Zeit um 1520 datiert und über den Maler gerätselt wurde, wird das Gemälde von vielen Forschern nunmehr Fernando Gallego (1440–1507/8) zugeschrieben und entsprechend früher datiert. Maria hält in ihrer Rechten einen Apfel, den sie (die Geste ist unklar) vom Christuskind fernzuhalten scheint, denn bereits im Alten Testament ist der Apfel ein Symbol der Versuchung und der Sünde. Andererseits kann die Szene auch dahingehend gedeutet werden, dass Christus als „Neuer Adam“ dazu berufen ist, die Ursünde der Menschheit auf sich zu nehmen und durch seinen Kreuzestod zu überwinden – deshalb streckt der kleine Christusknabe seine linke Hand nach dem Apfel aus. Die Fliege sitzt übrigens auf dem roten Gewand der Madonna und zwar in Höhe ihres linken Knies; neueren Untersuchungen zufolge ist sie eine spätere Hinzufügung – ebenso wie der Strahlenkranz um das Haupt Mariens, der einen älteren Schleier ersetzt haben soll.

### Westportal

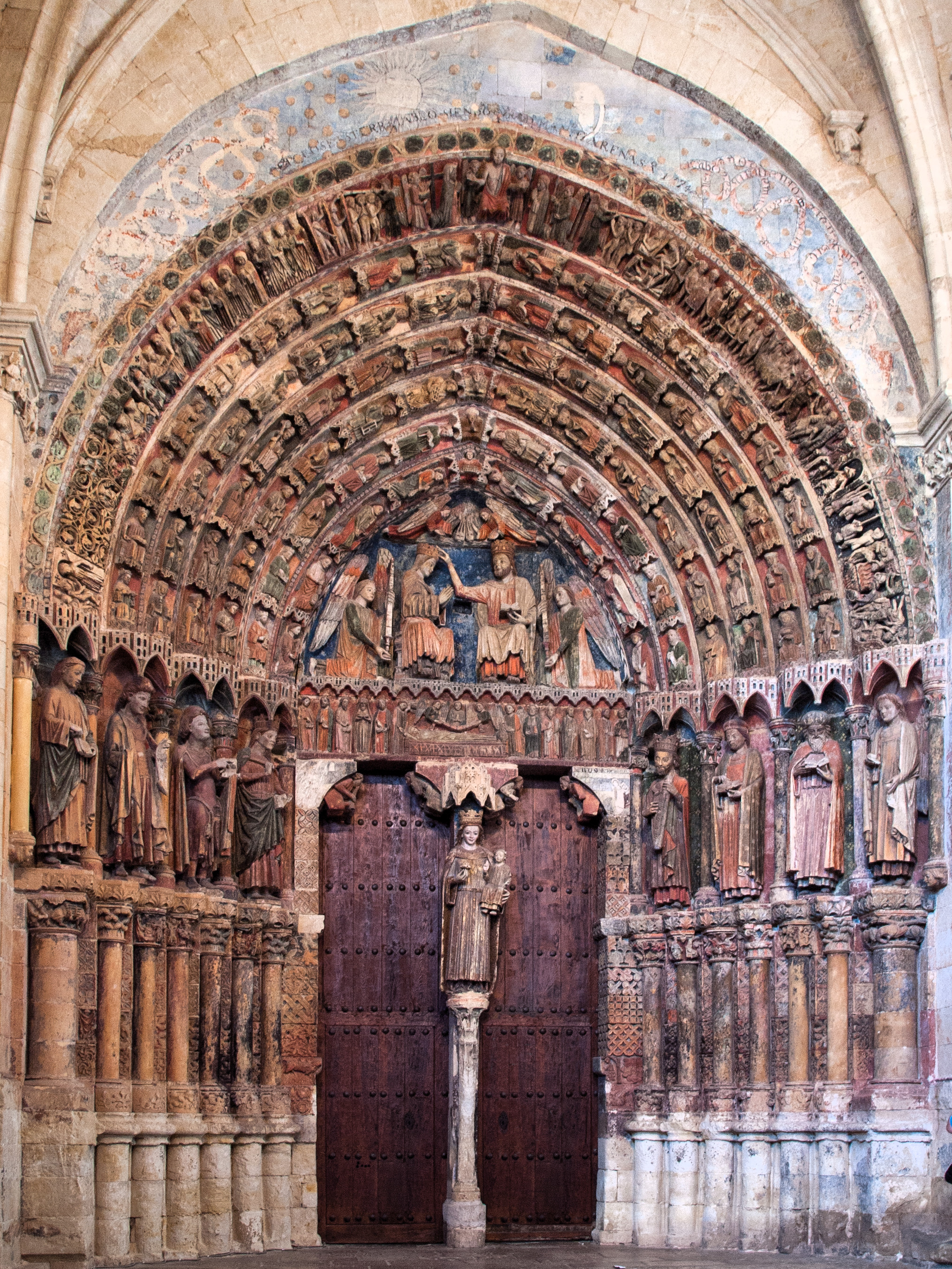
Gotisches Hauptportal der Colegiata

Das Westportal (Portada de la Majestad) zählt zu den bedeutendsten Leistungen der spanischen Gotik. Das Portal selbst wird in die Zeit Sanchos IV. (reg. 1284–1295) datiert; die farbige Fassung entstammt dem 18. Jahrhundert – sie dürfte sich jedoch an mittelalterlichen Vorbildern, eventuell sogar Farbspuren, orientiert haben. Im Zentrum der dargestellten Personen steht Maria, die bereits als Himmelskönigin am Trumeaupfeiler des Portals mit dem Christuskind auf dem Arm erscheint. Im Portalgewände finden sich Darstellungen von alttestamentlichen Königen (David und Salomon) und Propheten. Im steinernen Türsturz darüber findet sich eine Darstellung des Todes und der Himmelfahrt Mariens; das Tympanon zeigt die – in der Gotik äußerst populäre – Szenerie wie sie zur Rechten Gottes sitzend von diesem gekrönt wird. Die vor einem blauen Hintergrund (= Himmel) stattfindende Szene im Tympanon wird begleitet von zwei knienden Engeln mit Kerzenleuchtern und zwei fliegenden Engeln mit Weihrauchfässern. In den sechs Archivoltenbögen darüber befinden sich insgesamt 78 Einzelfiguren, die oft nicht eindeutig zu identifizieren sind: Die acht knienden Personen der innersten Archivolte halten Weihrauchfässer und Leuchter in ihren Händen und sind durch ihre Flügel als Engel gekennzeichnet; die zehn Figuren im nächsten Bogen sind wegen ihrer Kronen wohl als (alttestamentliche) Könige aufzufassen; die zwölf Skulpturen in der 3. Archivolte wären folglich die Zwölf Apostel; die nächsten beiden Bogenläufe zeigen 14 Bischöfe und 16 Frauengestalten; im äußersten Archivoltenbogen finden sich die Ältesten der Apokalypse mit ihren Musikinstrumenten (siehe Weblink). Ganz nach außen verlagert ist die mahnende und in der romanischen Kunst so zentrale Darstellung des Jüngsten Gerichts: Zu beiden Seiten Christi finden sich zunächst zwei Engel mit den Leidenswerkzeugen (Arma Christi), daneben zwei Fürbittende und zwei Posaunenengel; zur Linken Christi schließt sich der Zug der Verdammten an, der in der Hölle endet; zu seiner Rechten werden die Geretteten von Engeln in den Himmel geleitet.